# Dondestan
Dondestan è il settimo album solista del cantante progressive britannico Robert Wyatt. È considerato il suo lavoro migliore dopo Rock Bottom, e rappresenta un'altra tappa dell'isolamento artistico in cui Wyatt si è chiuso dopo le incisioni degli anni settanta. L'artista registra infatti tutti i brani cantando e suonando da solo.

## Il disco
La prima parte dell'album viene realizzata in collaborazione con la moglie Alfreda Benge, che firma idilliaci testi su musiche di Robert, e ne esce una sorta di rifugio in cui ripararsi dagli orrori della società contemporanea. Wyatt firma gli altri testi ed è l'autore di tutte le musiche, eccetto Lisp Service in cui la musica è di Hugh Hopper.
Nella seconda parte dell'album riaffiorano i proclami politici che hanno caratterizzato i lavori di Wyatt negli anni ottanta. I graffianti testi, la cui violenza è stemperata dalla consueta eleganza e sensibilità espressiva dell'artista, denunciano diversi argomenti di scottante attualità, come la privatizzazione, la situazione in Palestina, lo sfruttamento colonialista etc.
Come il precedente Old Rottenhat, Dondestan è un album dai toni soffusi, malinconici, a tratti oscuri. Gli arrangiamenti sono minimalisti, con pochi strumenti, tutti suonati da Wyatt (organo, sintetizzatore, percussioni, batteria) e melodie costruite principalmente su scale esatonali.
Il disegno di copertina è, come nella maggior parte dei lavori di Wyatt, di Alfreda Benge.

## Musicisti
- Robert Wyatt - voce, pianoforte, tastiere, batteria, percussioni

## Lista dei brani
1. Costa (Wyatt/Benge)
2. The Sight of the Wind (Wyatt/Benge)
3. Catholic Architecture (Wyatt/Benge)
4. Worship (Wyatt/Benge)
5. Shrinkrap (Wyatt/Benge)
6. CP Jeebies (Wyatt)
7. Left on Man (Wyatt)
8. Lisp Service (Hopper/Wyatt)
9. New Information Order (Wyatt)
10. Dondestan (Wyatt)

## Dondestan (Revisited)
Nel 1998, esce una nuova edizione dell'album intitolata Dondestan (Revisited). Presenta i brani ordinati in maniera diversa ed un nuovo missaggio. Nelle note di copertina Wyatt spiega come l'edizione originale fosse stata pubblicata dopo essere stata missata con troppa fretta perché erano finiti i soldi.
La nuova edizione viene pubblicata su CD dalla Hannibal Records (HNCD 1436) del vulcanico produttore Joe Boyd, ed ha in allegato un video con un'intervista di Wyatt, che parla delle fasi di realizzazione dell'opera.

### Lista dei brani
1. CP Jeebies – 4:04
2. N.I.O. (New Information Order) – 6:37
3. Dondestan – 5:01
4. Sight Of The Wind – 4:57
5. Shrinkrap – 3:51
6. Catholic Architecture – 5:02
7. Worship – 5:52
8. Costa (Memories Of Under-Development) – 4:09
9. Left On Man – 3:31
10. Lisp Service – 2:13

## Pubblicazioni
L'album viene pubblicato per la prima volta dalla Rough Trade nel 1991, sia su vinile (R2741) che su CD (R2742). Seguiranno altre pubblicazioni, tra cui quella del 1998 di Dondestan (Revisited), che verrà ristampato nel 2008 dalla Domino Recording Company su vinile (REWIGLP44) e su CD (REWIGCD44).